# Elecciones presidenciales de Georgia de 2000
Elecciones presidenciales se celebraron en Georgia el 9 de abril de 2000. El resultado fue una victoria para Eduard Shevardnadze de la Unión de Ciudadanos de Georgia, que obtuvo el 82.0% de los votos, con una participación del 75.9%.

## Conducta
La misión de observación electoral de la OSCE concluyó que, si bien "las libertades fundamentales se respetaron en general durante la campaña electoral y los candidatos pudieron expresar sus opiniones [...] Es necesario seguir avanzando para que Georgia cumpla plenamente sus compromisos como Estado participante de la OSCE". El informe de la OSCE también destacó que sólo dos candidatos, Shevardnadze y Patiashvili, habían "hecho campaña activamente".

## Resultados
| Candidato             | Partido                                              | Votos     | %    |
| --------------------- | ---------------------------------------------------- | --------- | ---- |
| Eduard Shevardnadze   | Unión de Ciudadanos de Georgia                       | 1,870,311 | 82.0 |
| Jumber Patiashvili    | Independiente                                        | 390,486   | 17.1 |
| Kartlos Gharibashvili | Independiente                                        | 7,863     | 0.3  |
| Avtandil Jogildze     | Unión Estatal Nacional de Georgia-Georgia Victoriosa | 5,942     | 0.3  |
| Vazha Zhghenti        | Partido Progresista de Georgia                       | 3,363     | 0.2  |
| Tengiz Asanidze       | Independiente                                        | 2,793     | 0.1  |
| Votos nulos/en blanco | Votos nulos/en blanco                                | 62,418    | -    |
| Total                 | Total                                                | 2,343,176 | 100  |
| Fuente: Nohlen et al. |                                                      |           |      |